# 汶河 (邳苍分洪道)
汶河，位于山东省苍山县和江苏省邳州市境内，为邳苍分洪道右岸支流。发源于苍山县金岭镇（原贾庄乡）白云山南麓，向南流经芦柞镇（原三合乡），南桥镇，邳州市四户镇，于岔河镇东林子村与西泇河汇流后注入邳苍分洪道。全长36.5公里，流域面积164.1平方公里。